# Strniša
Strniša je priimek več znanih Slovencev:
- Janez Krstnik Strniša (1670—1723), duhovnik in nabožni pisatelj
- Gorazd Strniša, gradbenik
- Gregor Strniša (1930—1987), pesnik in dramatik
- Gregor Strniša (*1959), skladatelj, aranžer in producent
- Gustav Strniša (1887—1970), pesnik in pisatelj
- Tanja Strniša (*1962), kmetijska ekonomistka in političarka
- Zdravko Strniša (*1953), veteran vojne za Slovenijo